# قائمة أعضاء مجلس النواب العراقي - الدورة الرابعة عشر
قائمة أعضاء مجلس النواب العراقي للدورة الرابع عشر،
بدأت الدورة في 26 تموز 1954، وحُلت في شهر آب من نفس العام وتعتبر أقصر الدورات البرلمانية في تاريخ العراق. بلغ عدد أعضاء المجلس 135 عضوًا.
وسبب قصر هذه الدورة البرلمانية صعود الحزب الشيوعي، وحزب البعث، وحصولهما على مقاعد في البرلمان مما جعل نوري السعيد متخوفًا، واستحصل قرارًا بحل المجلس في 3 آب 1953.

## لواء بغداد
(عدد النواب: 20)
| الاسم              | ملاحظات                      |
| ------------------ | ---------------------------- |
| إسماعيل غانم       | نائب في الدورتين السابقتين   |
| توفيق مختار        | نائب في الدورتين السابقتين   |
| حسين جميل          |                              |
| حسين العلوان       |                              |
| خدوري خدوري        |                              |
| رشدي الجلبي        | نائب في الدورتين السابقتين   |
| شاکر ماهر          | نائب في الدورة السابقة       |
| صادق البصام        | نائب في الدورة السابقة       |
| ضياء جعفر          | نائب في الدورة السابقة       |
| عبد الرزاق الشيخلي | نائب في الثلاث دورات السابقة |
| عبد الرسول الخالصي | نائب في الدورة السابقة       |
| عبد الكريم الأزري  |                              |
| عزت مراد           | نائب في الدورة السابقة       |
| غازي العلي         | نائب في الثلاث دورات السابقة |
| كامل الجادرجي      |                              |
| محمد مهدي كبه      |                              |
| نديم الباجه جي     |                              |
| كريم كنه           | نائب في دورتين السابقة       |
| مجيد القصاب        |                              |
| عجمي العبود        |                              |

## لواء كربلاء
(عدد النواب: 5)
| الاسم            | ملاحظات |
| ---------------- | ------- |
| حسن أفضل         |         |
| صالح بحر العلوم  |         |
| عبد الحسين كمونة |         |
| علي صافي         |         |
| كاظم أحمد        |         |

## لواء الحلة
(عدد النواب: 10)
| الاسم              | ملاحظات                      |
| ------------------ | ---------------------------- |
| جعفر صميدع العباسي | نائب في الدورتين السابقتين   |
| عبد الرحمن جودة    | نائب في الدورة السابقة       |
| محسن الجريان       |                              |
| عبد المنعم الرشيد  | نائب في الثلاث دورات السابقة |
| عبد الوهاب مرجان   | نائب في الدورتين السابقتين   |
| عبود اللهيمص       | نائب في الدورة السابقة       |
| عبد الهادي صالح    | نائب في الدورة السابقة       |
| مخيف الكتاب        | نائب في الدورتين السابقتين   |
| حسن المطيري        | نائب في الدورة السابقة       |
| غانم الشمران       | نائب في الدورتين السابقتين   |

## لواء الديوانية
(عدد النواب: 13)
| الاسم              | ملاحظات                      |
| ------------------ | ---------------------------- |
| أركان العبادي      | نائب في الثلاث دورات السابقة |
| جابر السرحان       | نائب في الدورة السابقة       |
| جعفر مكوطر         |                              |
| سوده الحسون        | نائب في الدورة السابقة       |
| شنشول الحسن        |                              |
| عجه الدلي          | نائب في الدورتين السابقتين   |
| عبد الأمير الشعلان |                              |
| عبد العباس المزهر  | نائب في الأربع دورات السابقة |
| عبد المهدي الياسري | نائب في الدورتين السابقتين   |
| عزاره المعجون      |                              |
| علي الشعلان        | نائب في الدورة السابقة       |
| موجد الشعلان       | نائب في الدورة السابقة       |
| محمد فاضل الجمالي  | نائب في الدورة السابقة       |

## لواء المنتفق
| الاسم                       | ملاحظات                       |
| --------------------------- | ----------------------------- |
| ثامر السعدون                | نائب في الدورات الخمس السابقة |
| حمود المزيعل                |                               |
| رفيق عيسى                   |                               |
| سعدون المشلب                | نائب في الدورة السابقة        |
| صكبان العلي                 | نائب في الدورات الخمس السابقة |
| عبد الغني الدلي             | نائب في الدورة السابقة        |
| عبد المجيد عباس             | نائب في الدورة السابقة        |
| محمد حسن العضاض             |                               |
| محمد المنشد                 | نائب في الدورة السابقة        |
| موحان الخير الله            | نائب في الدورات الخمس السابقة |
| عبد المجيد محمود القرة غولي |                               |
| محمد جواد حيدر              | نائب في الدورتين السابقتين    |

## لواء البصرة
| الاسم              | ملاحظات                             |
| ------------------ | ----------------------------------- |
| أحمد العامر        | نائب في الدورتين السابقتين          |
| برهان باش أعیان    | نائب في الدورتين السابقتين          |
| جعفر البدر         |                                     |
| حميد الحمود        | نائب في الدورات الخمس السابقة       |
| سالم جعفر          |                                     |
| سلمان الإبراهيم    |                                     |
| أحمد النقيب        | نائب في الدورتين السابقتين          |
| عبد اللطيف جعفر    |                                     |
| عبد الهادي البجاري | نائب في الدورة السابقة واستقال منها |
| فوزي الخضيري       | نائب في الدورة السابقة              |
| أدور جورجي         |                                     |

## لواء العمارة
| الاسم            | ملاحظات                        |
| ---------------- | ------------------------------ |
| طارق العسكري     | نائب في الدورة السابقة         |
| عبد الكريم الجوي | نائب في الدورة السابقة         |
| فخري الطبقجلي    |                                |
| فرحان العرس      | نائب في الدورات الثلاث السابقة |
| محمد حسن سلمان   | نائب في الدورة السابقة         |
| مطلق السلمان     |                                |
| محمد العريبي     |                                |
| مجيد الخليفة     | نائب في الدورات الثلاث السابقة |

## لواء ديالى
| الاسم           | ملاحظات                        |
| --------------- | ------------------------------ |
| حبيب الخيزران   | نائب في الدورات الأربع السابقة |
| راغب عبد الله   |                                |
| جميل الأورفلي   | نائب في الدورات الثلاث السابقة |
| عزيز الخياط     | نائب في الدورة السابقة         |
| عز الدين النقيب | نائب في الدورات الست السابقة   |
| لطفي عزت        |                                |

## لواء الكوت
| الاسم            | ملاحظات                        |
| ---------------- | ------------------------------ |
| جميل عبد الوهاب  |                                |
| حسن الخيون       |                                |
| خطاب الخضيري     | نائب في الدورتين السابقتين     |
| عبد الله الياسين | نائب في الدورات الأربع السابقة |
| عمران بهية       |                                |

## لواء كركوك
| الاسم             | ملاحظات                       |
| ----------------- | ----------------------------- |
| أمين قيردار       | نائب في الدورة السابقة        |
| حبيب الطالباني    |                               |
| حسين خانقاه       |                               |
| داود الجاف        | نائب في الدورات الخمس السابقة |
| زين العابدين قنبر |                               |
| كامل اليعقوبي     | نائب في الدورة السابقة        |
| محمود بابان       | نائب في الدورة السابقة        |
| عبد الله أوجي     |                               |

## لواء الموصل
| الاسم               | ملاحظات                        |
| ------------------- | ------------------------------ |
| إبراهيم الحمداني    |                                |
| توفيق السمعاني      | نائب في الدورة السابقة         |
| حازم المفتي         |                                |
| خضر خديده           | نائب في الدورة السابقة         |
| ذنون أيوب           |                                |
| رمزي العمري         | نائب في الدورة السابقة         |
| عبد الجبار الجومرد  | نائب في الدورتين السابقتين     |
| عزيز حسن آغا        | نائب في الدورة السابقة         |
| متى سرسم            | نائب في الدورات الثلاث السابقة |
| مجبل الوكاع         | نائب في الدورات الثلاث السابقة |
| محمود زيباري        | نائب في الدورة السابقة         |
| مصلح النقشبندي      | نائب في الدورات الثلاث السابقة |
| يحيى قاسم           |                                |
| نجيب الصائغ         | نائب في الدورات الثلاث السابقة |
| نور محمد البريفكاني | نائب في الدورة السابقة         |
| حاجي شمدين أغا      |                                |
| محمد حديد           |                                |
| محمد صديق شنشل      |                                |

## لواء الدليم
| الاسم             | ملاحظات                        |
| ----------------- | ------------------------------ |
| خليل كنه          | نائب في الدورات الثلاث السابقة |
| أحمد الراوي       |                                |
| عبد الرزاق العلي  | نائب في الدورات الست السابقة   |
| عبد عزيز علي عريم | نائب في الدورتين السابقتين     |
| مشحن الحردان      |                                |

## لواء السليمانية
| الاسم           | ملاحظات                    |
| --------------- | -------------------------- |
| إبراهيم سعيد    | نائب في الدورة السابقة     |
| أحمد محمد صالح  |                            |
| بابكر حسن       |                            |
| جلال عبد الحميد |                            |
| ماجد مصطفى      | نائب في الدورة السابقة     |
| علي كمال        | نائب في الدورتين السابقتين |

## لواء أربيل
| الاسم           | ملاحظات                        |
| --------------- | ------------------------------ |
| جمال عمر نظمي   | نائب في الدورة السابقة         |
| صديق ميران      | نائب في الدورات الخمس السابقة  |
| عز الدين الملا  | نائب في الدورات الثلاث السابقة |
| علي أحمد        | نائب في الدورة السابقة         |
| علي حيدر سليمان | نائب في الدورتين السابقتين     |
| فتاح هركي       | نائب في الدورة السابقة         |
| مسعود محمد      | نائب في الدورة السابقة         |
| معروف بيرداود   |                                |